# Secotomodes
Секотомодес (лат. Secotomodes) — род горных ногохвосток (коллембол Collembola) из семейства Изотомиды, подсемейства Isotominae.

## История
В 1988 году новый род был выделен и описан М. Б. Потаповым в Зоологическом журнале, по образцам собранным И. П. Второвым на Западном Алтае (Ивановский хребет) и из Кавказа.
Типовой вид Secotomodes sibiricus Potapov, 1988 (Isotomidae, Collembola). Новый род был близок к Archisotoma Linnaniemi, 1912. 
Название было дано в связи с характерным усечённым 5 сегментом брюшка

## Описание
Род близок к Archisotoma Linnaniemi, 1912. Название было дано в связи с характерным уменьшенным 5 сегментом брюшка.
Основные морфологические признаки представителей рода:
- Мелкие безглазые, непигментированные, с усечённым 5 сегментом брюшка.
- Пост антеннальный орган (ПАО) — широкий.
- Зацепка c 4+4 зубцами и 1 хетой.
- Мукро с 3 зубцами (2 апикальных) и 1 хетой.

## Классификация
Известно 2 вида:
- Secotomodes sibiricus Potapov, 1988 — Алтай.
- Secotomodes caucasicus Potapov, 1988 — Кавказ.